# Antalis inflexa
Antalis inflexa is een Scaphopodasoort uit de familie van de Dentaliidae. De wetenschappelijke naam van de soort is voor het eerst geldig gepubliceerd in 1903 door Sowerby.